# Larry Demic
Lawrence Curtis Demic, detto Larry (Gary, 27 giugno 1957), è un ex cestista statunitense, professionista nella NBA e in Italia.

## Carriera
Venne selezionato dai New York Knicks al primo giro del Draft NBA 1979 (9ª scelta assoluta).